# Ogmios

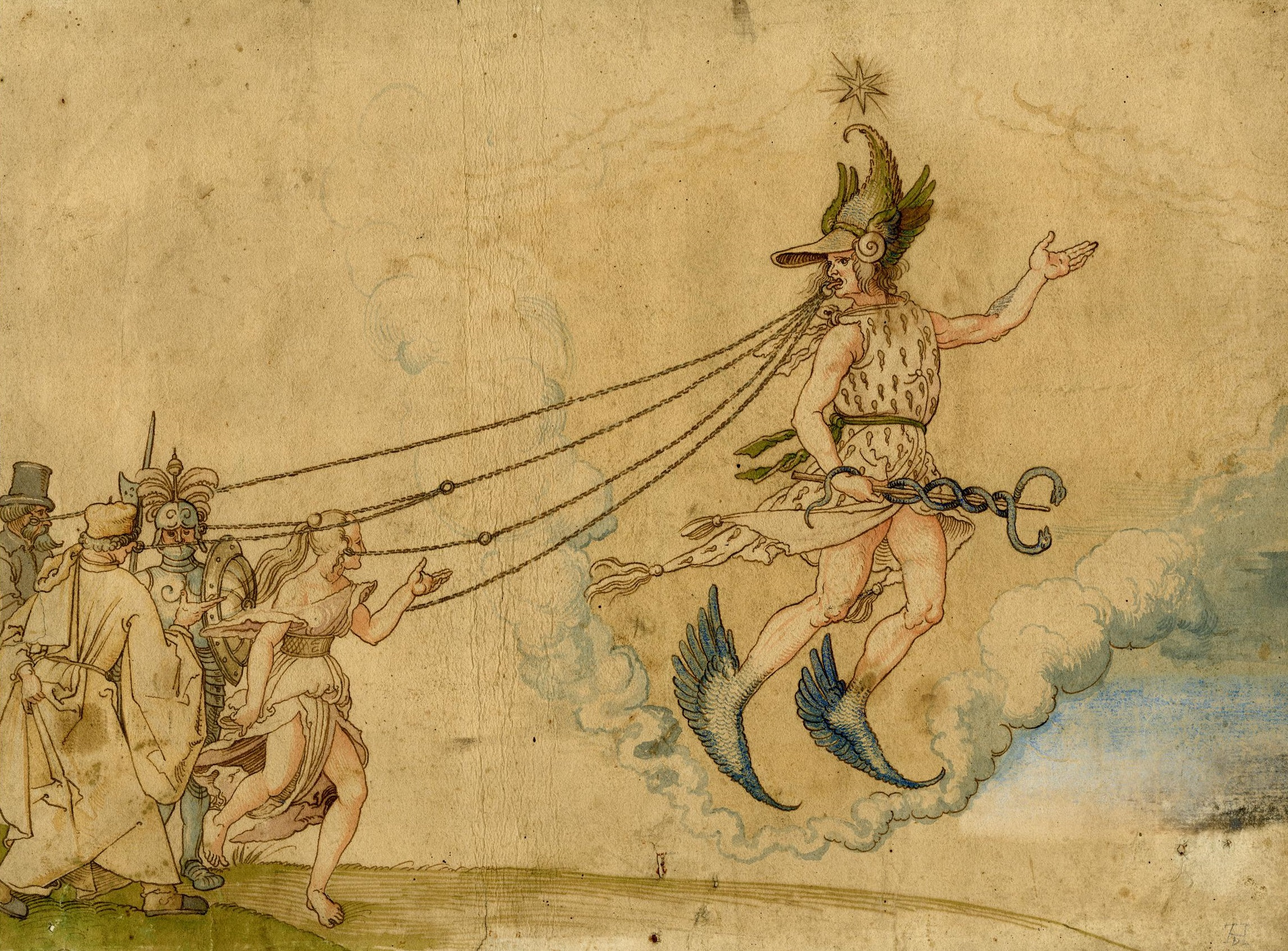
Ogmio (Heracles galo) arrastrando a unos humanos por las orejas, copia de Durero. Esta imagen se basa en una écfrasis de Luciano (Heracles) y se inspira en el boceto de un bajorrelieve antiguo de la Colección Hartmann Schedel.

Ogmios u Ogmión era el dios galo de la elocuencia y de la escritura, de su nombre deriva oghámico, ya que se supone que fue él quien inventó el alfabeto oghámico a base de muescas y rayas grabadas sobre piedra o madera. Representado como un anciano calvo y maltrecho por la edad, vestido con piel de león y lleva maza, arco y carcaj. Arrastra multitudes de hombres atados por las orejas con una cadena de oro en cuyo extremo pasa por la lengua agujereada del dios. Ogmios es la elocuencia segura de su poder, el dios que, a través de la magia, atrae a sus fieles. Es también símbolo del poder de la palabra ritual que une el mundo de los hombres con el mundo de los dioses. En su nombre se profieren las bendiciones a favor de los amigos y las maldiciones contra los enemigos.
En Irlanda tenía su equivalente en Ogma el inventor de signos mágicos cuya fuerza es tan grande que puede paralizar al adversario. Asociado a los dioses romanos Hércules y Hermes en la tradición céltica oriental.
Entre los celtas galeses Gwyddyon es el equivalente más próximo al celta irlandés Oghma, el cual tenía varios nombres, según la zona celta que lo venerase. De esa forma, fue llamado “Ogmios” en la Galia, Occma, entre los celtas de Escocia, Ogmia entre los celtas britanos y se apunta la posibilidad de “Ocnioroco” entre los celtas hispanos. Pero en Gales “Gwyddyon”, como dios territorial, es el que más se acerca a las características de Oghma.[cita requerida]